# Hangö IK
Hangö IK eller Hangö Idrottsklubb (HIK) är en idrottsklubb från Hangö, grundad 1903. Man har under dessa år idkat skidåkning, gymnastik, cykling, boxning och tennis. De största framgångarna har klubben haft i fotboll, där man spelade i Finlands högsta serie, dåvarande Mästerskapsserien, år 1962 samt 19 säsonger i första divisionen. År 1996 spelade man två kvalmatcher mot HJK (Helsingin Jalkapalloklubi) om avancemang till högsta serien, som nu heter Tipsligan, men förlorade med sammanlagt 1-2.